# Berth Järnland
Berth Järnland, folkbokförd Bert Johan Konrad Järnland, född 26 februari 1915 i Tjärstads församling i Östergötlands län, död 4 augusti 1987 i Vetlanda församling i Jönköpings län, var en svensk industriman.
Järnland var son till nämndemannen Konrad Johansson och Selma Arvidsson samt bror till kompanjonen Einar Järnland. Efter ingenjörsexamen vid Katrineholms tekniska läroverk 1934 var han ingenjör vid HSB-Boro 1936–1938, blev disponent vid AB Myresjö-Hus 1939 och verkställande direktör där 1947. Han var ägare av AB Myresjö-Hus från 1948 och AB Vetlandahus från 1957. Järnland hade styrelseuppdrag i Svenska Torvfiber AB, AB MFT-Hus, AB Kinda skogsprod., AB Hällarydsverken och Sveriges trähusfabrikers riksförbund.
Tillsammans med brodern tilldelades han postumt utmärkelsen Hedersplats Vetlanda 2015 för att han som entreprenör genom företaget Myresjöhus satt Vetlanda kommun på kartan.
Berth Järnland var 1939–1959 gift med Elsa Myrenfors (1916–2006) och 1960 med Ethel Bjäde (1936–1983). Han fick barnen Lena 1941, Martin 1962 och Sven 
1964. Han är begravd på Vetlanda skogskyrkogård.